# Куэльяр, Анхель
А́нхель Мануэ́ль Куэ́льяр Лья́нос (исп. Ángel Manuel Cuéllar Llanos; род. 13 сентября 1972, Вильяфранка-де-лос-Баррос, Бадахос, Эстремадура, Испания) — испанский футболист, полузащитник, нападающий; тренер. Обладатель Кубка обладателей кубков УЕФА.

## Карьера

### Клубная
Воспитанник школы клуба «Реал Бетис». В 1990—1995 годах играл за основную команду, в сезоне 1993/94 выйдя в Примеру. Считаясь одним из самых талантливых молодых испанских игроков, летом 1995 года перешёл в «Барселону». В первом же матче чемпионата Испании за новый клуб получил тяжёлую травму (разрыв крестообразной связки коленного сустава), восстановление после которой заняло полгода. Летом 1996 года вместо главного тренера Йохана Кройфа, благодаря которому Куэльяр попал в «Барселону», команду возглавил Бобби Робсон. При нём Куэльяр получал немного игрового времени, и через год вернулся в «Бетис» за 300 миллионов песет. Впоследствии играл в клубах, выступавших в Сегунде, в сезоне 2003/04 вместе с «Леванте» вышел в Примеру. Завершил карьеру в 2008 году.

### В сборной
Выступал за различные сборные Испании разных возрастов. В 1988 году стал победителем чемпионата Европы среди юношей до 16 лет.
За основную сборную провёл 2 товарищеских матча против Финляндии 30 ноября 1994 года (2:0) и Германии 22 февраля 1995 года (0:0).

### Тренерская
В середине 2010-х годов возглавлял команды, выступавшие в низших испанских дивизионах: «Пайосако», «Серседа» и «Хумилья».

## Достижения
- Обладатель Кубка обладателей кубков УЕФА: 1996/97
- Серебряный призёр чемпионата Испании: 1996/97
- Бронзовый призёр чемпионата Испании (2): 1994/95, 1995/96
- Обладатель Суперкубка Испании: 1996
- Обладатель Кубка Испании: 1996/97
- Финалист Кубка Испании: 1995/96
- Победитель Сегунды: 2003/04
- Серебряный призёр Сегунды (2): 1993/94, 2000/01
- Победитель Терсеры: 1989/90
- Серебряный призёр Терсеры: 2005/06
- Победитель чемпионата Европы среди юношей до 16 лет: 1988